# Ferdinand Reich
Ferdinand Reich (19 de febrero de 1799 - 27 de abril de 1882) fue un químico alemán que codescubrió el elemento químico indio en 1863 junto con Hieronymous Theodor Richter.
Reich nació en Bernburg y murió en Freiberg. Era daltónico; sólo podía ver en blanco y negro, y por eso Theodor Richter se convirtió en su socio en la ciencia. Richter examinó los colores producidos en las reacciones que se estudiaron.
Reich y Richter aislaron el indio, con la creación de una pequeña cantidad, aunque más tarde fue encontrado en varias regiones. Se aisló el indio en Alemania.

## Lecturas posteriores
- Reich, F.; Richter, T. (1863). «Ueber das Indium». Journal für Praktische Chemie 90 (1): 172-176. doi:10.1002/prac.18630900122.
- Reich, F.; Richter, T. (1864). «Ueber das Indium». Journal für Praktische Chemie 92 (1): 480-485. doi:10.1002/prac.18640920180.
- Weeks, Mary Elvira. «The Discovery of the Elements: XIII. Some Spectroscopic Studies». Journal of Chemical Education 9 (8): 1413 - 1434. - subscription required

- Datos: Q77307
- Multimedia: Ferdinand Reich / Q77307